# Ellen Hart
Pour les articles homonymes, voir Hart.
Ellen Hart, née Patricia Ellen Boenhardt le 10 août 1949 dans le Maine aux États-Unis, est une romancière américaine, auteure de roman policier.

## Biographie
En 1989, Ellen Hart publie son premier roman, Hallowed Murder avec lequel elle commence une série mettant en scène Jane Lawless, une restauratrice lesbienne à Minneapolis.
En 1994, avec This Little Piggy Went to Murder, elle commence une seconde série consacrée à Sophie Greenway, rédactrice en chef et critique gastronomique.
Elle est lauréate à plusieurs reprises du prix Lambda Literary  et obtient en 2017 le Grand Master Award.

## Œuvre

### Romans

#### SérieJane Lawless
1. Hallowed Murder (1989)
2. Vital Lies (1991)
3. Stage Fright (1992)
4. A Killing Cure (1993)
5. A Small Sacrifice (1994)
6. Faint Praise (1995)
7. Robber's Wine (1996)
8. Wicked Games (1998)
9. Hunting The Witch (1999)
10. The Merchant of Venus (2001)
11. Immaculate Midnight (2001)
12. An Intimate Ghost (2004)
13. The Iron Girl (2005)
14. Night Vision (2006)
15. The Mortal Groove (2007)
16. Sweet Poison (2008)
17. The Mirror and the Mask (2009)
18. The Cruel Ever After (2010)
19. The Lost Women of Lost Lake (2011)
20. Rest for the Wicked (2012)
21. Taken by the Wind (2013)
22. The Old Deep and Dark (2014)
23. The Grave Soul (2015)
24. Fever in the Dark (2017)
25. A Whisper of Bones (2018)
26. Twisted at the Root (2019)
27. In a Midnight Wood (2020)

#### SérieSophie Greenway
1. This Little Piggy Went to Murder (1994)
2. For Every Evil (1995)
3. The Oldest Sin (1996)
4. Murder in the Air (1997)
5. Slice and Dice (2000)
6. Dial M For Meat Loaf (2001)
7. Death on a Silver Platter (2003)
8. No Reservations Required (2005)

## Prix et distinctions

### Prix
- Prix Lambda Literary 1994, 1996, 1999, 2001 et 2014
- Grand Master Award 2017[1]